# Serie A1 i volleyboll 2013–2014 (damer)
Serie A1 2013-2014 utspelade sig mellan 19 oktober 2013 och 3 maj 2014. Det var den 69:e upplagan av serie A1 och elva lag deltog. River Volley vann serien för andra gången i rad genom att slå Futura Volley Busto Arsizio i finalen. Volley 2002 Forlì åkte ur serien. . Lucia Bosetti utsågs till mest värdefulla spelare och Valentina Diouf var främsta poängvinnare med 393 poäng

## Regelverk

### Format
- Tävlingen bestod av en grundserie, där alla möte alla, både hemma och borta och ett slutspel i cupformat.
- De åtta första lagen i serien genomförde sedan en slutspelscup. Kvartsfinalerna och semifinalerna spelades i bäst av tre matcher, medan finalen spelades i bäst av fem matcher.
- Det sista laget i serien flyttades ner till Serie A2[4].

### Rankningskriterier
Om slutresultatet blev 3-0 eller 3-1 tilldelades 3 poäng till det vinnande laget och 0 till det förlorande laget, om slutresultatet blev 3-2 tilldelades 2 poäng till det vinnande laget och 1 till det förlorande laget. Rankningsordningen i serien definierades utifrån:
- Poäng
- Antal vunna matcher
- Kvot vunna / förlorade set
- Kvot vunna / förlorade poäng.

## Deltagande lag
Elva lag deltog iSerie A1 2013-14. Uppflyttade från Serie A2 var AGIL Volley, som vunnit grundserien, och Pallavolo Ornavasso, som vunnit uppflyttningskvalet. Fyra lämnade serie av ändra skäl än sportskliga skäl: Gruppo Sportivo Oratorio Pallavolo Femminile Villa Cortese, Robursport Volley Pesaro, Cuatto Volley Giaveno (som slogs samman med Chieri Torino Volley Club) och Chieri Torino Volley Club. De tre första lämnade p.g.a. att de drog sig ur, medan Chieri Torino utesläts av ekonomiska skäl. De tre första lagen överlät sin spellicenser till i tur och ordning LJ Volley, Volleyball Casalmaggiore och IHF Volley. Inget lag kom att ersätta Chieri Torino.
| Klubb                       | Stad          | Hemmaplan              | Föregående säsong                             |
| --------------------------- | ------------- | ---------------------- | --------------------------------------------- |
| AGIL Volley                 | Novara        | PalaTerdoppio          | 1:a i Serie A2                                |
| Volley Bergamo              | Bergamo       | Palazzetto dello sport | 3:a i Serie A1; semifinal i slutspelet        |
| Futura Volley Busto Arsizio | Busto Arsizio | PalaPiantanida         | 1:a i Serie A1; semifinal i slutspelet        |
| Volleyball Casalmaggiore    | Casalmaggiore | PalaFarina             | 2:a i Serie A2; final uppflyttningskvalet     |
| Volley 2002 Forlì           | Forlì         | PalaRomiti             | 10:a i Serie A1; åttondelsfinal i slutspelet  |
| IHF Volley                  | Frosinone     | Palazzetto dello Sport | 4:a i Serie A2; semifinal uppflyttningskvalet |
| Imoco Volley                | Conegliano    | PalaVerde              | 5:a i Serie A1; final i slutspelet            |
| LJ Volley                   | Modena        | PalaPanini             | -                                             |
| Pallavolo Ornavasso         | Ornavasso     | PalAmico               | 3:a i Serie A2; vinnare uppflyttningskvalet   |
| River Volley                | Piacenza      | PalaBanca              | 2:a i Serie A1; italiensk mästare             |
| Robur Tiboni Volley Urbino  | Urbino        | PalaMondolce           | 7:a i Serie A1; åttondelsfinal i slutspelet   |

## Turneringen

### Grundserien

#### Resultat
| Första omgången                          |                               |     |                                   |
|                                          |                               |     |                                   |
| Lag som inte spelar: Robur Tiboni Urbino |                               |     |                                   |
| 20-11                                    | Busto Arsizio - Casalmaggiore | 1-3 | 16-25, 25-18, 22-25, 20-25        |
| 19-10                                    | River - Forlì                 | 3-0 | 25-20, 25-20, 25-19               |
| 20-10                                    | Bergamo - AGIL                | 3-0 | 25-19, 25-21, 25-21               |
| 20-10                                    | Imoco - IHF                   | 3-1 | 25-9, 22-25, 25-10, 25-12         |
| 20-10                                    | Ornavasso - LJ                | 2-3 | 19-25, 25-23, 25-20, 28-30, 10-15 |

| Andra omgången          |                             |     |                            |
|                         |                             |     |                            |
| Lag som inte spelar: LJ |                             |     |                            |
| 27-10                   | Forlì - Busto Arsizio       | 0-3 | 21-25, 21-25, 20-25        |
| 27-10                   | Robur Tiboni Urbino - River | 0-3 | 16-25, 19-25, 23-25        |
| 26-10                   | Casalmaggiore - Bergamo     | 1-3 | 23-25, 25-22, 16-25, 23-25 |
| 27-10                   | AGIL - Imoco                | 0-3 | 17-25, 18-25, 13-25        |
| 27-10                   | IHF - Ornavasso             | 0-3 | 20-25, 20-25, 23-25        |

| Tredje omgången            |                            |     |                                   |
|                            |                            |     |                                   |
| Lag som inte spelar: Imoco |                            |     |                                   |
| 02-11                      | Ornavasso - Busto Arsizio  | 3-2 | 25-17, 25-17, 20-25, 18-25, 15-13 |
| 03-11                      | River - Casalmaggiore      | 3-0 | 25-18, 25-21, 25-18               |
| 31-10                      | Bergamo - IHF              | 3-0 | 25-20, 25-14, 25-16               |
| 03-11                      | Robur Tiboni Urbino - AGIL | 3-0 | 25-22, 25-21, 25-21               |
| 03-11                      | Forlì - LJ                 | 0-3 | 18-25, 22-25, 17-25               |

| Fjärde omgången                    |                             |     |                            |
|                                    |                             |     |                            |
| Lag som inte spelar: Casalmaggiore |                             |     |                            |
| 24-11                              | Busto Arsizio - Bergamo     | 3-0 | 25-19, 25-23, 25-23        |
| 20-11                              | IHF - River                 | 1-3 | 11-25, 22-25, 26-24, 19-25 |
| 20-11                              | Imoco - Robur Tiboni Urbino | 3-1 | 22-25, 26-24, 25-18, 25-18 |
| 24-11                              | Ornavasso - Forlì           | 3-0 | 25-13, 25-23, 25-17        |
| 24-11                              | LJ - AGIL                   | 0-3 | 21-25, 15-25, 22-25        |

| Femte omgången                     |                                     |     |                            |
|                                    |                                     |     |                            |
| Lag som inte spelar: Busto Arsizio |                                     |     |                            |
| 01-12                              | River - Ornavasso                   | 3-0 | 25-16, 25-16, 25-20        |
| 01-12                              | Bergamo - Forlì                     | 3-0 | 25-16, 25-17, 25-22        |
| 30-11                              | Imoco - LJ                          | 0-3 | 23-25, 15-25, 23-25        |
| 01-12                              | Robur Tiboni Urbino - Casalmaggiore | 0-3 | 18-25, 22-25, 18-25        |
| 01-12                              | AGIL - IHF                          | 3-1 | 25-21, 22-25, 25-17, 25-18 |

| Sjätte omgången                |                          |     |                                   |
|                                |                          |     |                                   |
| Lag som inte spelar: Ornavasso |                          |     |                                   |
| 08-12                          | Busto Arsizio - AGIL     | 3-2 | 13-25, 25-18, 21-25, 25-22, 15-13 |
| 07-12                          | Bergamo - River          | 1-3 | 23-25, 25-23, 23-25, 23-25        |
| 08-12                          | Forlì - Imoco            | 0-3 | 13-25, 19-25, 22-25               |
| 08-12                          | LJ - Robur Tiboni Urbino | 3-1 | 25-20, 22-25, 25-9, 25-20         |
| 09-12                          | IHF - Casalmaggiore      | 3-0 | 25-20, 25-22, 25-14               |

| Sjunde omgången            |                                     |     |                            |
|                            |                                     |     |                            |
| Lag som inte spelar: River |                                     |     |                            |
| 14-12                      | Imoco - Bergamo                     | 1-3 | 24-26, 19-25, 25-22, 19-25 |
| 14-12                      | Robur Tiboni Urbino - Busto Arsizio | 3-0 | 25-22, 27-25, 25-22        |
| 15-12                      | Casalmaggiore - Forlì               | 3-1 | 25-21, 25-23, 18-25, 26-24 |
| 15-12                      | AGIL - Ornavasso                    | 3-0 | 26-24, 25-19, 25-20        |
| 14-12                      | LJ - IHF                            | 3-0 | 26-24, 25-11, 25-18        |

| Åttonde omgången          |                               |     |                            |
|                           |                               |     |                            |
| Lag som inte spelar: AGIL |                               |     |                            |
| 22-12                     | River - Imoco                 | 3-1 | 21-25, 25-15, 25-19, 25-17 |
| 22-12                     | Bergamo - Robur Tiboni Urbino | 3-1 | 25-15, 28-30, 25-23, 25-17 |
| 22-12                     | Busto Arsizio - LJ            | 3-0 | 25-18, 27-25, 25-21        |
| 21-12                     | Forlì - IHF                   | 3-1 | 25-14, 25-11, 26-28, 25-18 |
| 22-12                     | Ornavasso - Casalmaggiore     | 1-3 | 25-13, 20-25, 19-25, 23-25 |

| Nionde omgången              |                             |     |                            |
|                              |                             |     |                            |
| Lag som inte spelar: Bergamo |                             |     |                            |
| 26-12                        | IHF - Busto Arsizio         | 3-0 | 25-20, 25-22, 25-23        |
| 26-12                        | AGIL - River                | 1-3 | 18-25, 25-20, 23-25, 22-25 |
| 26-12                        | Imoco - Ornavasso           | 3-1 | 25-21, 20-25, 25-18, 25-18 |
| 26-12                        | Robur Tiboni Urbino - Forlì | 3-0 | 25-20, 25-19, 25-23        |
| 26-12                        | Casalmaggiore - LJ          | 0-3 | 22-25, 20-25, 15-25        |

| Tionde omgången          |                                 |     |                                   |
|                          |                                 |     |                                   |
| Lag som inte spelar: IHF |                                 |     |                                   |
| 11-01                    | Busto Arsizio - River           | 3-0 | 26-24, 26-24, 25-21               |
| 12-01                    | LJ - Bergamo                    | 3-2 | 21-25, 26-24, 22-25, 25-20, 15-6  |
| 12-01                    | Casalmaggiore - Imoco           | 0-3 | 21-25, 26-28, 20-25               |
| 12-01                    | Ornavasso - Robur Tiboni Urbino | 2-3 | 25-18, 20-25, 25-18, 16-25, 10-15 |
| 12-01                    | Forlì - AGIL                    | 2-3 | 25-27, 22-25, 25-21, 25-17, 17-19 |

| Elfte omgången             |                           |     |                            |
|                            |                           |     |                            |
| Lag som inte spelar: Forlì |                           |     |                            |
| 19-01                      | River - LJ                | 1-3 | 29-27, 21-25, 19-25, 22-25 |
| 19-01                      | Imoco - Busto Arsizio     | 3-0 | 26-24, 25-11, 25-22        |
| 19-01                      | Bergamo - Ornavasso       | 3-0 | 29-27, 25-19, 25-20        |
| 19-01                      | Robur Tiboni Urbino - IHF | 3-0 | 25-21, 26-24, 35-33        |
| 18-01                      | AGIL - Casalmaggiore      | 3-0 | 25-23, 25-21, 25-12        |

| Tolfte omgången                          |                               |     |                                   |
|                                          |                               |     |                                   |
| Lag som inte spelar: Robur Tiboni Urbino |                               |     |                                   |
| 02-02                                    | Casalmaggiore - Busto Arsizio | 2-3 | 23-25, 18-25, 25-14, 25-22, 15-17 |
| 02-02                                    | Forlì - River                 | 0-3 | 17-25, 20-25, 15-25               |
| 02-02                                    | AGIL - Bergamo                | 3-0 | 25-21, 25-18, 25-22               |
| 01-02                                    | IHF - Imoco                   | 0-3 | 15-25, 24-26, 7-25                |
| 02-02                                    | LJ - Ornavasso                | 3-0 | 25-21, 25-19, 25-22               |

| Trettonde omgången      |                             |     |                                   |
|                         |                             |     |                                   |
| Lag som inte spelar: LJ |                             |     |                                   |
| 09-02                   | Busto Arsizio - Forlì       | 3-0 | 25-17, 25-16, 25-17               |
| 08-02                   | River - Robur Tiboni Urbino | 3-0 | 25-15, 25-16, 25-15               |
| 08-02                   | Bergamo - Casalmaggiore     | 2-3 | 25-13, 24-26, 18-25, 25-18, 10-15 |
| 09-02                   | Imoco - AGIL                | 3-0 | 25-23, 26-24, 31-29               |
| 09-02                   | Ornavasso - IHF             | 3-0 | 26-24, 25-18, 25-22               |

| Fjortonde omgången         |                            |     |                            |
|                            |                            |     |                            |
| Lag som inte spelar: Imoco |                            |     |                            |
| 16-02                      | Busto Arsizio - Ornavasso  | 3-0 | 25-22, 25-21, 25-17        |
| 16-02                      | Casalmaggiore - River      | 0-3 | 25-27, 22-25, 18-25        |
| 15-02                      | IHF - Bergamo              | 1-3 | 18-25, 21-25, 25-23, 16-25 |
| 16-02                      | AGIL - Robur Tiboni Urbino | 3-0 | 25-17, 25-20, 25-12        |
| 15-02                      | LJ - Forlì                 | 3-0 | 25-15, 25-20, 25-18        |

| Femtonde omgången                  |                             |     |                            |
|                                    |                             |     |                            |
| Lag som inte spelar: Casalmaggiore |                             |     |                            |
| 02-03                              | Bergamo - Busto Arsizio     | 3-1 | 25-21, 20-25, 25-18, 25-23 |
| 02-03                              | River - IHF                 | 3-1 | 21-25, 25-20, 25-20, 25-21 |
| 01-03                              | Robur Tiboni Urbino - Imoco | 1-3 | 25-23, 20-25, 27-29, 20-25 |
| 02-03                              | Forlì - Ornavasso           | 0-3 | 17-25, 24-26, 23-25        |
| 02-03                              | AGIL - LJ                   | 3-1 | 25-22, 17-25, 25-20, 25-20 |

| Sextonde omgången                  |                                     |     |                            |
|                                    |                                     |     |                            |
| Lag som inte spelar: Busto Arsizio |                                     |     |                            |
| 05-03                              | Ornavasso - River                   | 0-3 | 19-25, 22-25, 17-25        |
| 05-03                              | Forlì - Bergamo                     | 1-3 | 16-25, 25-23, 17-25, 23-25 |
| 05-03                              | LJ - Imoco                          | 1-3 | 19-25, 21-25, 28-26, 23-25 |
| 05-03                              | Casalmaggiore - Robur Tiboni Urbino | 3-0 | 25-23, 25-19, 27-25        |
| 05-03                              | IHF - AGIL                          | 1-3 | 18-25, 18-25, 25-20, 23-25 |

| Sjuttonde omgången             |                          |     |                            |
|                                |                          |     |                            |
| Lag som inte spelar: Ornavasso |                          |     |                            |
| 08-03                          | AGIL - Busto Arsizio     | 0-3 | 23-25, 22-25, 17-25        |
| 09-03                          | River - Bergamo          | 3-1 | 25-19, 23-25, 25-21, 27-25 |
| 09-03                          | Imoco - Forlì            | 3-0 | 25-21, 25-10, 25-22        |
| 09-03                          | Robur Tiboni Urbino - LJ | 0-3 | 18-25, 21-25, 19-25        |
| 09-03                          | Casalmaggiore - IHF      | 3-1 | 28-30, 25-21, 25-23, 25-20 |

| Artonde omgången           |                                     |     |                                   |
|                            |                                     |     |                                   |
| Lag som inte spelar: River |                                     |     |                                   |
| 16-03                      | Bergamo - Imoco                     | 2-3 | 25-22, 25-17, 16-25, 22-25, 12-15 |
| 15-03                      | Busto Arsizio - Robur Tiboni Urbino | 3-1 | 25-19, 25-15, 17-25, 25-19        |
| 16-03                      | Forlì - Casalmaggiore               | 0-3 | 16-25, 21-25, 20-25               |
| 16-03                      | Ornavasso - AGIL                    | 2-3 | 22-25, 25-17, 13-25, 25-15, 10-15 |
| 16-03                      | IHF - LJ                            | 3-0 | 25-19, 25-13, 25-16               |

| Nittonde omgången         |                               |     |                                   |
|                           |                               |     |                                   |
| Lag som inte spelar: AGIL |                               |     |                                   |
| 22-03                     | Imoco - River                 | 3-2 | 25-21, 17-25, 21-25, 25-19, 15-11 |
| 23-03                     | Robur Tiboni Urbino - Bergamo | 2-3 | 28-26, 17-25, 25-18, 15-25, 11-15 |
| 23-03                     | LJ - Busto Arsizio            | 3-2 | 19-25, 28-26, 16-25, 25-21, 15-11 |
| 23-03                     | IHF - Forlì                   | 3-2 | 25-11, 21-25, 24-26, 25-19, 15-11 |
| 23-03                     | Casalmaggiore - Ornavasso     | 3-0 | 25-22, 25-20, 25-12               |

| Tjugonde omgången            |                             |     |                                   |
|                              |                             |     |                                   |
| Lag som inte spelar: Bergamo |                             |     |                                   |
| 30-03                        | Busto Arsizio - IHF         | 3-0 | 25-22, 25-17, 25-16               |
| 29-03                        | River - AGIL                | 3-1 | 25-19, 25-19, 19-25, 25-13        |
| 30-03                        | Ornavasso - Imoco           | 3-2 | 21-25, 15-25, 25-23, 29-27, 15-10 |
| 30-03                        | Forlì - Robur Tiboni Urbino | 0-3 | 19-25, 20-25, 19-25               |
| 29-03                        | LJ - Casalmaggiore          | 1-3 | 23-25, 23-25, 25-23, 20-25        |

| Tjugoförsta omgången     |                                 |     |                            |
|                          |                                 |     |                            |
| Lag som inte spelar: IHF |                                 |     |                            |
| 02-04                    | River - Busto Arsizio           | 3-1 | 25-15, 27-25, 16-25, 25-22 |
| 02-04                    | Bergamo - LJ                    | 3-1 | 24-26, 25-16, 25-21, 25-23 |
| 02-04                    | Imoco - Casalmaggiore           | 3-0 | 25-17, 27-25, 25-18        |
| 02-04                    | Robur Tiboni Urbino - Ornavasso | 3-1 | 26-24, 21-25, 25-23, 25-16 |
| 02-04                    | AGIL - Forlì                    | 3-0 | 25-20, 25-23, 25-11        |

| Tjugoandra omgången        |                           |     |                            |
|                            |                           |     |                            |
| Lag som inte spelar: Forlì |                           |     |                            |
| 05-04                      | LJ - River                | 1-3 | 25-23, 18-25, 18-25, 19-25 |
| 05-04                      | Busto Arsizio - Imoco     | 1-3 | 31-33, 25-23, 21-25, 26-28 |
| 05-04                      | Ornavasso - Bergamo       | 3-0 | 25-22, 25-19, 25-17        |
| 05-04                      | IHF - Robur Tiboni Urbino | 1-3 | 29-27, 19-25, 19-25, 15-25 |
| 05-04                      | Casalmaggiore - AGIL      | 0-3 | 27-29, 27-29, 21-25        |

#### Sluttabell
| Pos. | Lag                         | Pt | G  | V  | P  | VS | FS | Kvot  | VP    | FP    | Kvot  |
| ---- | --------------------------- | -- | -- | -- | -- | -- | -- | ----- | ----- | ----- | ----- |
| 1.   | River Volley                | 52 | 20 | 17 | 3  | 54 | 18 | 3,000 | 1 732 | 1 484 | 1,167 |
| 2.   | Imoco Volley                | 47 | 20 | 16 | 4  | 52 | 22 | 2,363 | 1 757 | 1 545 | 1,137 |
| 3.   | Volley Bergamo              | 38 | 20 | 12 | 8  | 44 | 33 | 1,333 | 1 771 | 1 654 | 1,070 |
| 4.   | AGIL Volley                 | 35 | 20 | 12 | 8  | 40 | 31 | 1,290 | 1 602 | 1 547 | 1,035 |
| 5.   | LJ Volley                   | 33 | 20 | 12 | 8  | 41 | 32 | 1,281 | 1 655 | 1 596 | 1,036 |
| 6.   | Futura Volley Busto Arsizio | 33 | 20 | 11 | 9  | 41 | 32 | 1,281 | 1 654 | 1 598 | 1,035 |
| 7.   | Volleyball Casalmaggiore    | 30 | 20 | 10 | 10 | 33 | 37 | 0,891 | 1 561 | 1 601 | 0,975 |
| 8.   | Robur Tiboni Volley Urbino  | 24 | 20 | 8  | 12 | 31 | 40 | 0,775 | 1 534 | 1 650 | 0,929 |
| 9.   | Pallavolo Ornavasso         | 22 | 20 | 7  | 13 | 30 | 43 | 0,697 | 1 555 | 1 630 | 0,953 |
| 10.  | IHF Volley                  | 11 | 20 | 4  | 16 | 21 | 50 | 0,420 | 1 456 | 1 688 | 0,862 |
| 11.  | Volley 2002 Forlì           | 5  | 20 | 1  | 19 | 9  | 58 | 0,155 | 1 324 | 1 608 | 0,823 |

      Kvalificerade för slutspel.
      Nerflyttade till Serie A2.

### Slutspel

#### Spelschema
|  | Kvartsfinaler | Kvartsfinaler               | Kvartsfinaler | Kvartsfinaler               | Kvartsfinaler |   |              | Semifinaler | Semifinaler | Semifinaler | Semifinaler | Semifinaler |  |  | Final | Final | Final | Final | Final | Final | Final |  |
|  |               |                             |               |                             |               |   |              |             |             |             |             |             |  |  |       |       |       |       |       |       |       |  |
|  | 1             | River Volley                | 3             | 3                           |               |   |              |             |             |             |             |             |  |  |       |       |       |       |       |       |       |  |
|  | 1             | River Volley                | 3             | 3                           |               |   |              |             |             |             |             |             |  |  |       |       |       |       |       |       |       |  |
|  | 8             | Robur Tiboni Volley Urbino  | 0             | 0                           |               |   |              |             |             |             |             |             |  |  |       |       |       |       |       |       |       |  |
|  | 8             | Robur Tiboni Volley Urbino  | 0             | 0                           |               | 1 | River Volley | 3           | 3           |             |             |             |  |  |       |       |       |       |       |       |       |  |
|  |               |                             |               |                             |               | 1 | River Volley | 3           | 3           |             |             |             |  |  |       |       |       |       |       |       |       |  |
|  |               |                             | 4             | AGIL Volley                 | 1             | 0 |              |             |             |             |             |             |  |  |       |       |       |       |       |       |       |  |
|  | 4             | AGIL Volley                 | 4             | AGIL Volley                 | 1             | 0 | 3            | 3           |             |             |             |             |  |  |       |       |       |       |       |       |       |  |
|  | 4             | AGIL Volley                 |               |                             |               |   |              |             |             |             |             |             |  |  |       |       |       |       |       |       |       |  |
|  | 5             | LJ Volley                   | 1             | 1                           |               |   |              |             |             |             |             |             |  |  |       |       |       |       |       |       |       |  |
|  | 5             | LJ Volley                   | 1             | 1                           |               | 1 | River Volley | 3           | 3           | 3           |             |             |  |  |       |       |       |       |       |       |       |  |
|  |               |                             |               |                             |               |   |              |             |             |             |             |             |  |  |       |       |       |       |       |       |       |  |
|  |               |                             | 6             | Futura Volley Busto Arsizio | 1             | 0 | 0            |             |             |             |             |             |  |  |       |       |       |       |       |       |       |  |
|  | 2             | Imoco Volley                | 6             | Futura Volley Busto Arsizio | 1             | 0 | 0            | 3           | 3           |             |             |             |  |  |       |       |       |       |       |       |       |  |
|  | 2             | Imoco Volley                |               |                             |               |   |              |             |             |             |             |             |  |  |       |       |       |       |       |       |       |  |
|  | 7             | Volleyball Casalmaggiore    | 0             | 0                           |               |   |              |             |             |             |             |             |  |  |       |       |       |       |       |       |       |  |
|  | 7             | Volleyball Casalmaggiore    | 0             | 0                           |               | 2 | Imoco Volley | 1           | 2           |             |             |             |  |  |       |       |       |       |       |       |       |  |
|  |               |                             |               |                             |               | 2 | Imoco Volley | 1           | 2           |             |             |             |  |  |       |       |       |       |       |       |       |  |
|  |               |                             | 6             | Futura Volley Busto Arsizio | 3             | 3 |              |             |             |             |             |             |  |  |       |       |       |       |       |       |       |  |
|  | 3             | Volley Bergamo              | 6             | Futura Volley Busto Arsizio | 3             | 3 | 0            | 0           |             |             |             |             |  |  |       |       |       |       |       |       |       |  |
|  | 3             | Volley Bergamo              |               |                             |               |   |              |             |             |             |             |             |  |  |       |       |       |       |       |       |       |  |
|  | 6             | Futura Volley Busto Arsizio | 3             | 3                           |               |   |              |             |             |             |             |             |  |  |       |       |       |       |       |       |       |  |

#### Resultat

##### Kvartsfinaler
| Match 1 |                             |     |                            |
|         |                             |     |                            |
| 10-04   | River - Robur Tiboni Urbino | 3-0 | 25-18, 25-13, 25-9         |
| 10-04   | AGIL - LJ                   | 3-1 | 19-25, 25-21, 25-21, 25-21 |
| 09-04   | Imoco - Casalmaggiore       | 3-0 | 25-13, 25-12, 29-27        |
| 09-04   | Bergamo - Busto Arsizio     | 0-3 | 21-25, 20-25, 11-25        |

| Match 2 |                             |     |                            |
|         |                             |     |                            |
| 13-04   | Robur Tiboni Urbino - River | 0-3 | 13-25, 13-25, 20-25        |
| 13-04   | LJ - AGIL                   | 1-3 | 25-18, 21-25, 21-25, 17-25 |
| 12-04   | Casalmaggiore - Imoco       | 0-3 | 21-25, 21-25, 21-25        |
| 12-04   | Busto Arsizio - Bergamo     | 3-0 | 25-17, 25-23, 25-16        |

##### Semifinaler
| Match 1 |                       |     |                            |
|         |                       |     |                            |
| 19-04   | River - AGIL          | 3-1 | 25-21, 25-21, 20-25, 25-20 |
| 18-04   | Imoco - Busto Arsizio | 1-3 | 25-19, 17-25, 16-25, 15-25 |

| Match 2 |                       |     |                                   |
|         |                       |     |                                   |
| 22-04   | AGIL - River          | 0-3 | 13-25, 12-25, 15-25               |
| 21-04   | Busto Arsizio - Imoco | 3-2 | 25-20, 16-25, 25-17, 24-26, 18-16 |

##### Final
| Match 1 |                       |     |                            |
|         |                       |     |                            |
| 26-04   | River - Busto Arsizio | 3-1 | 21-25, 26-24, 25-15, 25-23 |

| Match 2 |                       |     |                     |
|         |                       |     |                     |
| 30-04   | River - Busto Arsizio | 3-0 | 25-19, 25-16, 25-22 |

| Match 3 |                       |     |                     |
|         |                       |     |                     |
| 03-05   | Busto Arsizio - River | 0-3 | 22-25, 11-25, 21-25 |

## Resultat för deltagande i andra turneringar
| Lag                         | Turnering                    |
| --------------------------- | ---------------------------- |
| Futura Volley Busto Arsizio | CEV Champions League 2014–15 |
| River Volley                | CEV Champions League 2014–15 |
| Volley Bergamo              | CEV Cup 2014–15              |
| Imoco Volley                | CEV Cup 2014–15              |
| AGIL Volley                 | CEV Challenge Cup 2014–15    |
| Volley 2002 Forlì           | Serie A2 2014–15             |

## Statistik
| Vunna poäng | Vunna poäng          | Vunna poäng | Vunna poäng                 |
| Pos.        | Namn                 | Poäng       | Lag                         |
| ----------- | -------------------- | ----------- | --------------------------- |
| 1           | Valentina Diouf      | 393         | Volley Bergamo              |
| 2           | Simona Gioli         | 326         | IHF Volley                  |
| 3           | Samanta Fabris       | 325         | LJ Volley                   |
| 3           | Lucia Bosetti        | 325         | River Volley                |
| 5           | Valeria Rosso        | 318         | AGIL Volley                 |
| 6           | Daiana Mureșan       | 301         | Pallavolo Ornavasso         |
| 7           | Valentina Arrighetti | 277         | Futura Volley Busto Arsizio |
| 8           | Floortje Meijners    | 271         | River Volley                |
| 9           | Anne Buijs           | 269         | Futura Volley Busto Arsizio |
| 10          | Valentina Fiorin     | 268         | Imoco Volley                |

| Vunna attacker | Vunna attacker      | Vunna attacker | Vunna attacker              |
| Pos.           | Namn                | Poäng          | Lag                         |
| -------------- | ------------------- | -------------- | --------------------------- |
| 1              | Valentina Diouf     | 335            | Volley Bergamo              |
| 2              | Simona Gioli        | 294            | IHF Volley                  |
| 3              | Valeria Rosso       | 279            | AGIL Volley                 |
| 4              | Lucia Bosetti       | 266            | River Volley                |
| 5              | Samanta Fabris      | 263            | LJ Volley                   |
| 6              | Daiana Mureșan      | 250            | Pallavolo Ornavasso         |
| 7              | Anne Buijs          | 243            | Futura Volley Busto Arsizio |
| 8              | Floortje Meijners   | 237            | River Volley                |
| 8              | Francesca Piccinini | 237            | LJ Volley                   |
| 10             | Emilija Nikolova    | 224            | Imoco Volley                |

| Vunna block | Vunna block          | Vunna block | Vunna block                 |
| Pos.        | Namn                 | Poäng       | Lag                         |
| ----------- | -------------------- | ----------- | --------------------------- |
| 1           | Jovana Stevanović    | 64          | Volleyball Casalmaggiore    |
| 2           | Valentina Arrighetti | 60          | Futura Volley Busto Arsizio |
| 3           | Manuela Leggeri      | 55          | River Volley                |
| 4           | Raphaela Folie       | 50          | Volley Bergamo              |
| 4           | Cristina Chirichella | 50          | Pallavolo Ornavasso         |
| 6           | Valentina Diouf      | 48          | Volley Bergamo              |
| 7           | Hristina Ruseva      | 46          | LJ Volley                   |
| 8           | Jaimie Thibeault     | 45          | Robur Tiboni Volley Urbino  |
| 9           | Daiana Mureșan       | 43          | Pallavolo Ornavasso         |
| 10          | Virginia Spataro     | 41          | IHF Volley                  |
| 10          | Jenny Barazza        | 41          | Imoco Volley                |

| Serveess | Serveess          | Serveess | Serveess                   |
| Pos.     | Namn              | Poäng    | Lag                        |
| -------- | ----------------- | -------- | -------------------------- |
| 1        | Valentina Zago    | 42       | Volleyball Casalmaggiore   |
| 2        | Sara Loda         | 24       | Volley Bergamo             |
| 3        | Samanta Fabris    | 22       | LJ Volley                  |
| 4        | Gilda Lombardo    | 19       | AGIL Volley                |
| 5        | Veronica Angeloni | 18       | IHF Volley                 |
| 5        | Lucia Bosetti     | 18       | River Volley               |
| 7        | Valeria Rosso     | 16       | AGIL Volley                |
| 8        | Valentina Tirozzi | 15       | Imoco Volley               |
| 8        | Jaimie Thibeault  | 15       | Robur Tiboni Volley Urbino |
| 10       | Alessia Gennari   | 14       | Volleyball Casalmaggiore   |

| Perfekta mottagningar | Perfekta mottagningar | Perfekta mottagningar | Perfekta mottagningar       |
| Pos.                  | Namn                  | Poäng                 | Lag                         |
| --------------------- | --------------------- | --------------------- | --------------------------- |
| 1                     | Giulia Leonardi       | 296                   | Futura Volley Busto Arsizio |
| 2                     | Francesca Marcon      | 285                   | Futura Volley Busto Arsizio |
| 3                     | Jelena Blagojević     | 264                   | Volley Bergamo              |
| 4                     | Francesca Piccinini   | 231                   | LJ Volley                   |
| 5                     | Valeria Rosso         | 215                   | AGIL Volley                 |
| 6                     | Jole Ruzzini          | 214                   | IHF Volley                  |
| 7                     | Sara Paris            | 211                   | AGIL Volley                 |
| 8                     | Alessia Ghilardi      | 195                   | Pallavolo Ornavasso         |
| 9                     | Enrica Merlo          | 194                   | Volley Bergamo              |
| 10                    | Luna Carocci          | 193                   | Robur Tiboni Volley Urbino  |

OBS: Uppgifterna gäller enbart grundserien